# Horatio Fitch
Horatio May Fitch (ur. 16 grudnia 1900 w Chicago, zm. 4 maja 1985 w Estes Park, w stanie Kolorado) – amerykański lekkoatleta sprinter, wicemistrz olimpijski z 1924.

## Życiorys
Studiował na Uniwersytecie Illinois w latach 1922-1923. W 1923 został mistrzem Stanów Zjednoczonych (AAU) w biegu na 440 jardów.
Na igrzyskach olimpijskich w 1924 w Paryżu wystąpił w biegu na 400 metrów. W półfinale ustanowił rekord olimpijski wynikiem 47,8 s i stał się faworytem biegu finałowego. Zajął w nim drugie miejsce ulegając Ericowi Liddellowi, który również odebrał mu rekord czasem 47,6 s. Bieg finałowy pokazany jest w filmie Rydwany ognia.